# Пол е мъртъв
Пол е мъртъв (на английски: Paul is dead) е градска легенда, твърдяща, че Пол Маккартни от английската рок група „Бийтълс“ загива през 1966 г. в автомобилна катастрофа и е заменен след това с дубльор, който изглежда и звучи като него. Не е ясно дали тази история започва като шега или като конспиративна теория, но тя добива широки размери най-вече поради огромната популярност на групата.
Привържениците на тази теория намират „доказателства“ и „намеци“ за неговата смърт в текстовете на някои от песните на групата, в снимките или рисунките на кориците на албумите им, или когато някои от песните им се свирят отзад напред. Най-известните примери са:
- корицата на Abbey Road, където четиримата Бийтълс вървят по пешеходната пътека, единствен Пол е без обувки и с противоположния крак, не в крак с останалите;
- корицата на Sgt. Pepper's Lonely Hearts Club Band съдържа кодирано послание, изглежда като че ли всички са се събрали около нечий гроб и някои виждат надписа от цветя като Lies Paul (тук лежи Пол), също така на обратната страна на корицата той е единственият с гръб;
- в песента Strawberry Fields Forever някои твърдят, че към края на песента се чува как Джон пее I buried Paul (погребах Пол);
- след 1966 година (евентуалната година на смъртта) групата преустановява концертната си дейност и не прави повече турнета като се отдава само на записи в студиото;
- корицата на Let it be – всички останали гледат надясно и са на бял фон, докато Пол гледа в различна посока и е на червен фон.

Документирани са повече от 350 „доказателства“ в полза на тази теория.